# پلیکان قهوه‌ای
پلیکان قهوه‌ای (نام علمی: Pelecanus occidentalis) نام یک گونه از سرده پلیکان است.